# Secunia
Secunia là một nhà cung cấp dịc vụ bảo mật máy tính của Đan Mạch nổi tiếng nhất nhờ theo dõi tính dễ tổn thương trong hơn 12.400 phần mềm và hệ điều hành.
Số lượng lỗ hổng "chưa được vá" trong các phần mềm phổ biến được thường xuyên ghi chú trong các bản so sánh phần mềm.
Secunia cũng theo dõi các virus máy tính đang hoạt động. Secunia được biết đến và nổi tiếng nhờ việc khám phá ra lỗ hổng tấn công ngày zero lớn trong Internet Explorer và các chương trình đang được sử dụng rộng rãi.